# Igreja Matriz e Casa Canônica (Diamantino)
Igreja Matriz e Casa Canônica é um bem tombado localizado no município de Diamantino, no Mato Grosso.
A nova paróquia de Nossa Senhora da Conceição do Alto Paraguai Diamantino foi criada em 9 de agosto de 1811 através de uma Resolução Régia. A obra da Matriz iniciou em 1818 e terminou em 1820.
Em 1929, o Papa Pio XI, através da Bula “Cura Universal Eccliasial” de 29 de março, criou a prelazia de Diamantino, concedida aos padres jesuítas. Com a criação da prelazia, surgiu a necessidade de erguer uma casa que abrigasse os mesmos. A Casa Canônica foi construída entre os anos de 1932 e 1933. A casa é uma construção à parte que fica a vinte metros da Igreja num local elevado. Atualmente, é denominada Casa Memorial dos Viajantes e é uma Instituição vinculada à Secretaria Municipal de Educação e Cultura.
A construção foi tombada em setembro de 2003.